# Olha Saladoecha
Olha Valeriivna Saladoecha (Oekraïens: Ольга Валеріївна Саладуха) (Donetsk, 4 juni 1983) is een Oekraïens  voormalig atlete, die gespecialiseerd was in het hink-stap-springen. Ze werd Europees kampioene en wereldkampioene. Ze heeft tweemaal deelgenomen aan de Olympische Spelen en won hierbij één bronzen medaille.

## Biografie

### Begin carrière
Olha Saladoecha kwam voor het eerst in aanraking met atletiek op haar negende, toen ze besloot zich bij de atletiekgroep Sergej Boebka Club te voegen. Haar lievelingsonderdeel was toen het hordelopen. Op haar twaalfde, in 1995, wisselde ze van trainingsgroep en al vrij snel ook van specialisatie: ze koos voor het hink-stap-springen. Op haar veertiende kwam Saladoecha al ruim boven een afstand van 13 meter uit: ze werd bij de Oekraïense kampioenschappen voor neo-senioren vierde met een afstand van 13,32 m. 

### Juniorentijd
In 1999 bereikte Saladoecha de finale van de WK voor B-junioren. Hier presteerde ze echter ruim een halve meter onder haar persoonlijke record en werd slechts negende met een afstand van 12,76. Ook de wedstrijden erna wist ze niet haar recordafstand uit 1998 te overbruggen. Pas na drie jaar, in 2001, sprong ze weer verder naar een afstand van 13,48. Ze werd dat jaar een teleurstellende negende bij de Europese jeugdkampioenschappen in Grosseto. Het daaropvolgende jaar deed ze het wat beter en eindigde ze in de finale bij de wereldkampioenschappen voor junioren in Kingston op een vijfde plek met een afstand van 13,17.

### Overstap
In de jaren 1998-2002 verbeterde Olha Saladoecha zich met 31 centimeter, wat ze te weinig vond. Daarom besloot ze in 2003 over te stappen naar een andere trainingsgroep, geleid door Anatoliy Holubtsov (die onder andere oud-olympisch kampioene Inessa Kravets heeft gecoacht). Deze overstap bleek echter geen succes: ze had veelvuldig blessures en maakte geen progressie. Eind 2004 besloot ze daarom te stoppen met hink-stap-springen. Haar oude trainers konden Saladoecha nog wel overtuigen om het hink-stap-springen een laatste kans te geven. Na de universiade van 2005 in İzmir, waar ze tweede werd met 13,96, besloot ze om toch door te gaan in de atletiek.

### Richting wereldtop en teleurstelling
In de jaren daarna kon ze aansluiting vinden met de top van de wereld. Bij de EK in Göteborg werd ze vierde en het jaar erna bij de wereldkampioenschappen in Osaka eindigde ze op de zevende plek.
2008 was een goed seizoen voor Saladoecha. Bij alle wedstrijden was haar slechtste resultaat een afstand van 14,52, wat haar hoop gaf de 15-metergrens te verbreken bij de Olympische Spelen van Peking. Deze hoop kon ze niet waarmaken, ze miste drie centimeter voor drie extra pogingen en eindigde op een teleurstellende negende plek. Ook de wereldatletiekfinale in Stuttgart na de Olympische Spelen ging niet goed. Ze sprong 14,40 en eindigde zesde.

### Pauze en successen
In oktober stopte Olha Saladoecha met trainen door zwangerschap. In juni 2009 werd haar eerste dochter Diana geboren. Ze miste hierdoor het atletiekseizoen 2009 en het duurde een lange tijd, voordat ze weer terug op haar oude niveau was. Toen ze dat eenmaal was, sprong ze echter beter dan vanouds. Ze begon haar seizoen, tegen de verwachtingen in, meteen met 14,76 en kwalificeerde zich voor de Europese kampioenschappen in Barcelona. Ze kwam bij dit toernooi vrij makkelijk door de kwalificaties. Ze sprong hier naar een seizoensrecord, wat genoeg was voor de Europese titel. Het jaar daarop was nog succesvoller voor Saladoecha: ze verbeterde haar persoonlijk record verder richting de 15 meter (14,98) en ze wist bij de wereldkampioenschappen in Daegu in haar eerste poging 14,94 te springen, wat genoeg was om wereldkampioene te worden. Eveneens werd ze bij de Memorial Van Damme eerste, waarmee ze het eindklassement van de Diamond League leidde en een diamant ter waarde van $80.000 won.

### Wederom kampioen
Saladoecha had voor de Europese kampioenschappen van 2012 in Helsinki het doel om haar Europese titel te verdedigen en voor het eerst de 15-metergrens te overschrijden. Uiteindelijk werd ze met 47 centimeter voorsprong op de nummer twee, Patrícia Mamona, vrij gemakkelijk Europees kampioene, maar voor haar tweede doel sprong ze één centimeter te weinig. Ze verbeterde haar persoonlijke record tot 14,99 m. Op de Olympische Zomerspelen 2012 in Londen nam ze deel aan het hink-stap-springen. Met een beste poging van 14,79 eindigde ze achter de Kazachse Olga Rypakova (goud; 14,98) en de Colombiaanse Caterine Ibargüen (zilver; 14,80).
Olha Saladoecha is getrouwd met wielrenner Denys Kostyuk. Ze heeft rechtsgeleerdheid gestudeerd aan de Universiteit van Kiev.

## Titels
- Wereldkampioene hink-stap-springen - 2011
- Europees kampioene hink-stap-springen - 2010, 2012, 2014
- Europees indoorkampioene hink-stap-springen - 2013
- Universitair kampioene hink-stap-springen - 2007
- Oekraïens kampioene hink-stap-springen - 2006, 2007, 2008
- Oekraïens indoorkampioene hink-stap-springen - 2008

## Persoonlijke records
Outdoor
| Onderdeel          | Prestatie | Datum        | Plaats         |
| ------------------ | --------- | ------------ | -------------- |
| verspringen        | 6,37 m    | 14 mei 2006  | Rio de Janeiro |
| hink-stap-springen | 14,99 m   | 29 juni 2012 | Helsinki       |

Indoor
| Onderdeel          | Prestatie | Datum            | Plaats   |
| ------------------ | --------- | ---------------- | -------- |
| verspringen        | 6,31 m    | 22 februari 2006 | Soemy    |
| hink-stap-springen | 14,88 m   | 3 maart 2013     | Göteborg |

## Prestatieontwikkeling
| Jaar | Indoor  | Outdoor |
| ---- | ------- | ------- |
| 1998 |         | 13,32 m |
| 1999 |         | 12,86 m |
| 2000 |         | 13,26 m |
| 2001 | 13,38 m | 13,48 m |
| 2002 | 13,66 m | 13,63 m |
| 2003 | 13,26 m | 13,38 m |
| 2004 |         | 13,53 m |
| 2005 | 13,42 m | 14,04 m |
| 2006 | 14,08 m | 14,41 m |
| 2007 | 14,04 m | 14,79 m |
| 2008 | 14,52 m | 14,84 m |
| 2009 |         |         |
| 2010 |         | 14,81 m |
| 2011 | 14,45 m | 14,98 m |
| 2012 | 14,79 m | 14,99 m |
| 2013 | 14,88 m | 14,85 m |
| 2014 | 14,65 m | 14,73 m |
| 2015 | 14,14 m | 14,62 m |
| 2016 |         | 14,40 m |

## Palmares
Kampioenschappen

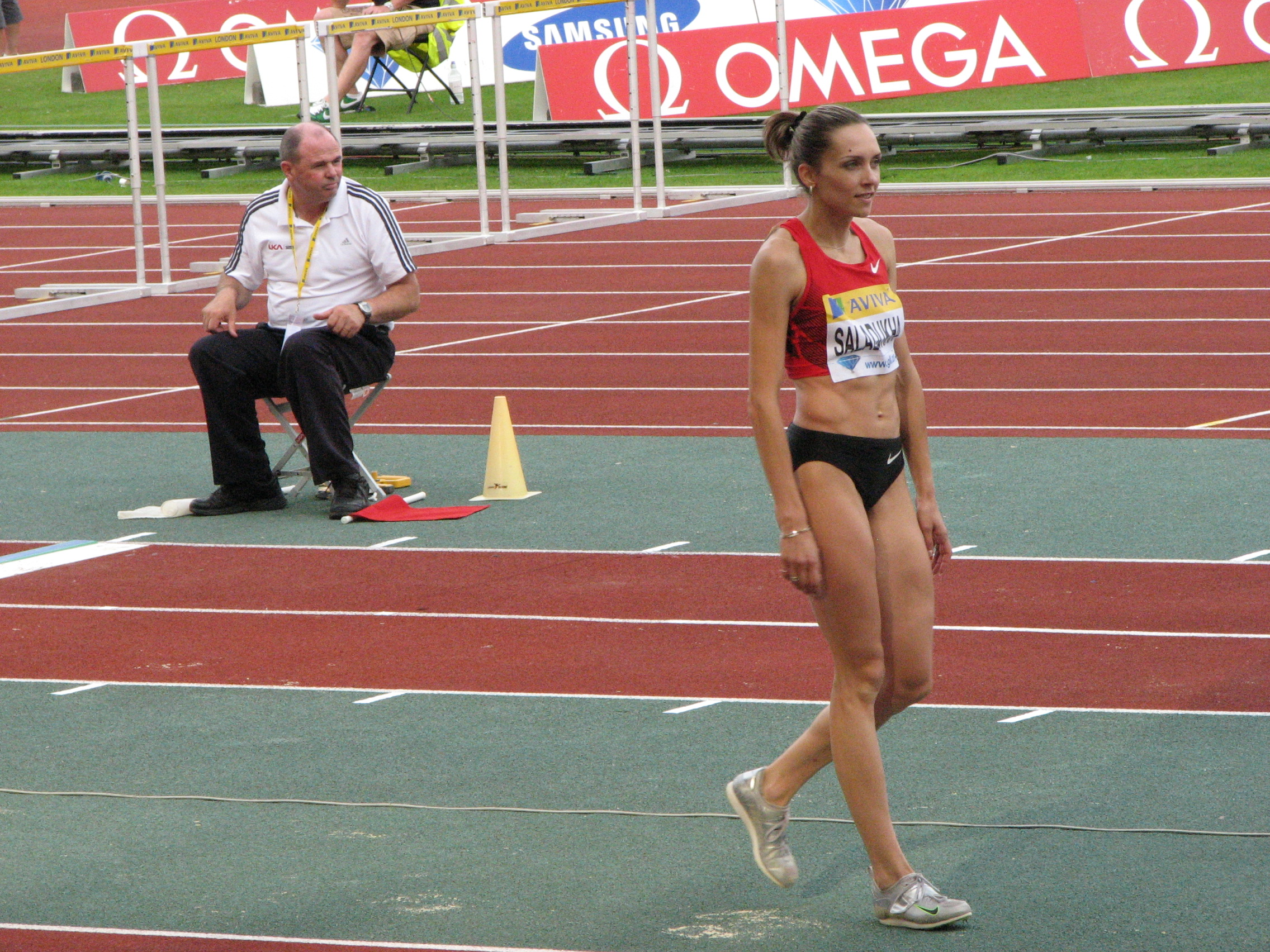
Olha Saladoecha tijdens de Diamond League wedstrijd in Londen in 2011

- 1999: 9e WK voor B-junioren - 12,76 m
- 2001: 9e EJK
- 2002: 5e WJK - 13,17 m
- 2005: 4e EK U23 - 13,93 m
- 2005:  Universiade - 13,96 m
- 2006:  European Cup Super League - 14,10 m
- 2006: 4e EK - 14,38 m
- 2006: 6e Wereldatletiekfinale - 14,04 m
- 2006: 6e Wereldbeker - 14,16 m
- 2007: 4e European Cup Super League - 14,24 m
- 2007: 7e WK - 14,60 m
- 2007:  Universiade - 14,79 m
- 2008: 6e WK Indoor - 14,32 m
- 2008:  European Cup Super League - 14,73 m
- 2008: 9e OS - 14,70 m
- 2008: 6e Wereldatletiekfinale - 14,40 m
- 2010:  EK - 14,81 m
- 2010:  Continental Cup - 14,70 m
- 2011:  WK - 14,94 m
- 2012:  EK - 14,99 m
- 2012:  OS - 14,79 m
- 2013:  EK indoor - 14,88 m
- 2013:  Memorial Van Damme – 14,31 m
- 2014:  WK indoor - 14,45 m
- 2014:  EK - 14,73 m
- 2015: 6e WK - 14,41 m
- 2016: 6e EK - 14,23 m

Diamond League-overwinningen
- 2011:  Eindzege Diamond League
- 2011: Prefontaine Classic – 14,98 m
- 2011: DN Galan – 15,06 m
- 2011: Aviva London Grand Prix – 14,80 m
- 2011: Memorial Van Damme – 14,67 m
- 2012: Golden Gala – 14,75 m
- 2012: Aviva Birmingham Grand Prix – 14,40 m

1993: Anna Birjoekova ·
1995: Inessa Kravets ·
1997: Šárka Kašpárková ·
1999: Paraskeví Tsiamíta ·
2001: Tatjana Lebedeva ·
2003: Tatjana Lebedeva ·
2005: Trecia Smith ·
2007: Yargelis Savigne ·
2009: Yargelis Savigne ·
2011: Olha Saladoecha ·
2013: Caterine Ibargüen ·
2015: Caterine Ibargüen ·
2017: Yulimar Rojas ·
2019: Yulimar Rojas ·
2022: Yulimar Rojas ·
2023: Yulimar Rojas